# Bollywood Movie Award/Kritikerpreis – Beste Darstellerin
Der Bollywood Movie Award Critics Award Female ist eine Kategorie des jährlichen Bollywood Movie Awards für indische Filme in Hindi.
Liste der Preisträger:
| Jahr | Film         | Schauspielerin |
| ---- | ------------ | -------------- |
| 1999 | Zakhm        | Pooja Bhatt    |
| 2000 | kein Preis   | kein Preis     |
| 2001 | Astitva      | Tabu           |
| 2002 | Aks          | Raveena Tandon |
| 2003 | Saathiya     | Rani Mukherjee |
| 2004 | Chameli      | Kareena Kapoor |
| 2005 | Khamosh Pani | Kirron Kher    |
| 2006 | kein Preis   | kein Preis     |
| 2007 | kein Preis   | kein Preis     |